# Acanthagrion tepuiense
Acanthagrion tepuiense – gatunek ważki z rodziny łątkowatych (Coenagrionidae). Występuje  w  Ameryce Południowej.